# 机山
机山，是上海市松江区的山峰，因西晋陆机在此居住而得名。海拔38.9米。山脚有平原村古文化遗址，屡次开采对山体造成了破坏。